# Alejandro de la Cruz
Alejandro de la Cruz – hiszpański malarz neoklasyczny, aktywny w drugiej połowie XVIII w., uczeń Antona Raphaela Mengsa.
Urodził się w Salamance, kształcił się w Madrycie pod kierunkiem Mengsa. Dzięki wstawiennictwu mistrza otrzymał w 1765 niewielkie stypendium Królewskiej Akademii Sztuk Pięknych św. Ferdynanda, aby kontynuować studia w Rzymie. We Włoszech pod okiem Francisa Preciado kopiował dzieła m.in. Guida Reniego (Święta Cecylia), Veronesego (Porwanie Europy) i Domenichina (Wyrocznia delficka). W 1773 namalował obraz Merkury i Argus według własnego pomysłu, który razem z kopiami z Włoch znajduje się w muzeum Akademii. W Rzymie de la Cruz zajmował się prywatnymi przedsięwzięciami, takimi jak praca nad freskami w benedyktyńskim monastyrze Santa Escolástica w Subiaco. Być może dlatego uczeni Akademii nie zawsze byli zadowoleni z nadsyłanych przez malarza dzieł i jego postępów w sztuce, co ostatecznie poskutkowało odebraniem stypendium. Odmówiono mu także wsparcia finansowego w celu repatriacji. De la Cruz pozostał we Włoszech, gdzie dołączył do uczniów Mengsa. 
Po powrocie do Hiszpanii w 1780 infant Ludwik Antoni Burbon mianował go swoim malarzem i konserwatorem jego kolekcji obrazów. Możliwe, że de la Cruz jest jedną z niezidentyfikowanych postaci na zbiorowym portrecie Goi Rodzina infanta don Luisa. Po śmierci infanta w 1785 roku zaczął pracować dla Maelli przy renowacji obrazów z królewskiej kolekcji. Trzy lata później zrezygnował z tej posady w odpowiedzi na skargi Maelli na jego częste nieobecności. Udał się do pracy w służbie arcybiskupstwa Toledo, a w 1793 wyjechał do Saragossy, aby kierować wydziałem malarstwa Akademii św. Łukasza; stanowisko to piastował aż do przejścia na emeryturę w 1800.